# Partido Democrático do Povo (Nigéria)
O Partido Democrático do Povo (em inglês: People's Democratic Party), também conhecido pelo acrônimo PDP, é um dos dois partidos políticos majoritários da Nigéria ao lado do Congresso de Todos os Progressistas (APC), embora tenha sido o partido hegemônico da Quarta República desde sua fundação em 1998 até a derrota para o APC nas eleições gerais de 2015. Atualmente, consiste na segunda força política do país, sendo o principal partido oposicionista ao atual governo de Muhammad Buhari.

## Ideologia política

### Questões econômicas
O PDP é adepto do liberalismo econômico e defende políticas de livre mercado e Estado mínimo, alinhando-se mais à direita neste aspecto. Em 2003, o presidente Olusegun Obasanjo e o ministro das Finanças Ngozi Okonjo-Iweala lançaram uma série de reformas econômicas liberalizantes que focaram na redução dos gastos estatais por meio de políticas fiscais contracionistas, na desregulamentação de setores econômicos estratégicos e na massiva privatização de empresas estatais.
Por outro lado, o PDP adota uma postura mais à esquerda no que se refere à políticas de combate à pobreza e promoção do bem-estar social. Em 2005, ainda no mandato de Olusegun Obasanjo, foi lançado o Esquema Nacional de Seguro de Saúde da Nigéria (NHIS), uma espécie de plano de saúde público capaz de garantir o acesso de toda a população nigeriana à rede de serviços básicos de saúde por todo o país.
Além disso, o PDP defende a manutenção do status quo na distribuição das receitas do petróleo. Embora em mandatos presidenciais do partido, tenha ocorrido a fundação da Comissão de Desenvolvimento do Delta do Níger (NDDC) para atender às necessidades dos estados produtores de petróleo do Delta do Níger, o partido resistiu às pressões para reverter o acordo firmado ainda na Primeira República, em 1966, sobre a distribuição dos royalties entre os estados e o governo central, hoje divididas igualmente em 50%.

### Questões sociais
No que tange à pauta de costumes, o PDP defende pautas mais conservadoras, opondo-se fortemente ao casamento entre pessoas do mesmo sexo por questões de ordem religiosa e moral. Em 2007, inclusive, a Câmara dos Representantes aprovou uma lei que criminaliza relações homossexuais e prevê a condenação de seus infratores à 14 anos de detenção.
O partido é um defensor moderado do federalismo e da liberdade religiosa para os estados nigerianos. Em 2000, a introdução da Sharia em alguns estados do norte do país desencadeou violência sectária nos estados de Kaduna e Abia. O governo federal, liderado pelo PDP à época, recusou-se a ceder à pressão dos estados do sul, majoritariamente cristãos, para revogar as leis estaduais, defendendo apenas a limitação da abrangência das leis islâmicas somente aos estados majoritariamente muçulmanos.

## Resultados eleitorais

### Eleições presidenciais
| Eleição | Candidato         | Votos válidos | %      | Situação   |
| ------- | ----------------- | ------------- | ------ | ---------- |
| 1999    | Olusegun Obasanjo | 18 738 154    | 62,78% | Eleito     |
| 2003    | Olusegun Obasanjo | 24 456 140    | 61,94% | Eleito     |
| 2007    | Umaru Yar'Adua    | 24 638 063    | 69,82% | Eleito     |
| 2011    | Goodluck Jonathan | 22 495 187    | 58,89% | Eleito     |
| 2015    | Goodluck Jonathan | 12 853 162    | 44,96% | Não eleito |
| 2019    | Atiku Abubakar    | 11 262 978    | 41,22% | Não eleito |

### Eleições legislativas
| Eleição | Senado da Nigéria     | Senado da Nigéria     | Senado da Nigéria | Senado da Nigéria | Câmara dos Representantes | Câmara dos Representantes | Câmara dos Representantes | Câmara dos Representantes |
| Eleição | Votos válidos         | %                     | Assentos          | +/-               | Votos válidos             | %                         | Assentos                  | +/-                       |
| ------- | --------------------- | --------------------- | ----------------- | ----------------- | ------------------------- | ------------------------- | ------------------------- | ------------------------- |
| 1999    | 13 753 843            | 56,40%                | 59 / 109          | Novo              | 13 460 415                | 57,10%                    | 206 / 360                 | Novo                      |
| 2003    | 15 585 538            | 53,69%                | 76 / 109          | 17                | 15 927 807                | 54,49%                    | 223 / 360                 | 17                        |
| 2007    | Dados não encontrados | Dados não encontrados | 85 / 109          | 9                 | Dados não encontrados     | Dados não encontrados     | 262 / 360                 | 39                        |
| 2011    | 13 312 817            | 46,63%                | 71 / 109          | 16                | 13 351 647                | 46,69%                    | 203 / 360                 | 59                        |
| 2015    | 13 229 721            | 44,95%                | 48 / 109          | 23                | 11 446 137                | 43,65%                    | 140 / 360                 | 63                        |
| 2019    | 11 608 069            | 41,87%                | 39 / 109          | 9                 | 11 283 714                | 41,34%                    | 126 / 360                 | 14                        |